# 秋田北インターチェンジ
秋田北インターチェンジ（あきたきたインターチェンジ）は、秋田県秋田市にある秋田自動車道のインターチェンジ。秋田市土崎港地区の最寄りインターチェンジである。

## 構造
トランペット型

## 道路

### 本線
- E7 秋田自動車道（8番）（国道7号秋田外環状道路[1]）

### 接続する道路
- 秋田県道72号秋田北インター線

## 料金所
- ブース数：4

### 入口
- ブース数：2
  - ETC専用：1
  - 一般：1

### 出口
- ブース数：2
  - ETC専用：1
  - 一般：1

## 周辺
- 秋田市公設地方卸売市場
- 秋田県道41号秋田昭和線
- 秋田港（フェリーターミナル）
- 秋田厚生医療センター

## 隣
E7 秋田自動車道
(7)秋田中央IC - 太平山PA - (8)秋田北IC - (9)昭和男鹿半島IC